# Dispenzacionalismus
Dispenzacionalismus, neboli učení o Boží správě věků, je evangelikální a futuristický výklad Bible, který učí, že Bůh jednal s lidmi různými způsoby během různých věků či dispenzací v různých obdobích historie. Učení o Boží správě věků bylo vysvětleno Johnem Nelsonem Darbym (1800–1882) a „hnutím Plymouthských bratří“ a rozšířeno například dílem Cyruse Scofielda nesoucím název Scofield Reference Bible.

## Základní znaky
Zastánci tohoto biblického učení zastávají premilenialismus a většina z nich zastává vytržení Církve před dobou soužení. Věří, že Izrael je rozdílný od křesťanské církve a že Bůh ještě splní své sliby dané izraelskému národu. Tato zaslíbení zahrnují slib země, kde bude v budoucnosti naplněn slib Tisíciletého (mileniálního) království a třetího chrámu, kde bude Kristus po svém návratu vládnout světu z Jeruzaléma po dobu 1000 let. V širší oblasti teologie jsou řazeni do evangelikálního a fundamentalistického proudu.

## Podstatné body učení

### Postupné (progresivní) zjevení
Jeden z podstatných konceptů učení o Boží správě věků je postupné (progresivní) zjevení v rámci Bible. Biblické smlouvy jsou řazeny k jednotlivým časovým obdobím (dispenzacím). S ohledem na jednotlivá biblická zaslíbení dispenzacionisté věří, že ty patří tomu, komu byly původně dány. To vede například k ostrému rozlišení mezi Izraelem a Církví.

### Historicko-gramatický výklad
Další důležitý důraz je historicko- gramatický způsob výkladu. To je také označováno jako „doslovný“ výklad Písma. Tak jako Izrael doslovně zakusil kletby vyřčené ve Starém zákoně, tak také jednou doslovně zakusí požehnání vyslovená ve Starém zákoně.

### Rozdíl mezi Izraelem a Církví
Všichni dispenzacionalisté zastávají ostrý rozdíl mezi Izraelem a Církví. Izrael je národ zahrnující Židy (Izraelce), počínaje Abrahamem a existující doposud. Církev zahrnuje všechny spasené (včetně některých Židů) současného věku (dispenzace) od „zrození Církve“ ve Skutcích 2 do chvíle vytržení, kdy se Kristus jako ženich setká se svou nevěstou – Církví. Církev je chápána jako nebeský lid s nebeskými zaslíbeními. Také věří, že během „doby soužení“ Izrael jako národ přijme Ježíše jako mesiáše. Ten se po svém fyzickém návratu ujme svého dědictví a ustaví království pro Izrael s centrem v Jeruzalémě. Izrael je chápán jako pozemský lid s pozemskými zaslíbeními.

### Rozdílné věky či dispenzace
Počet dispenzací je obvykle čtyři (vzácně tři) či sedm (vzácně osm). Schéma čtyř (tří) dispenzací je obvykle nazýváno minimalistické a zahrnuje největší zlomy v biblické historii. Schéma sedmi (osmi) dispenzací bývá častěji spojeno s ustavením jednotlivých smluv. Clarence Larkin mluví o zlomech v historii země jako o věcích a o ustanoveních smluv jako o dispenzacích.
1. Dispenzace nevinnosti (1. Mojžíšova 1:26–27 – 1. Mojžíšova 3:6) - věk skončil vyhnáním z ráje
2. Dispenzace svědomí (1. Mojžíšova 3:7 – 1. Mojžíšova 8:19) - končí potopou
3. Dispenzace lidské vlády (1. Mojžíšova 8:20 – 1. Mojžíšova 11:9) - končí zmatením jazyků
4. Dispenzace zaslíbení (1. Mojžíšova 11:10 – 2. Mojžíšova 19:2) - končí egyptským zajetím
5. Dispenzace zákona (2. Mojžíšova 19:3 – Skutky 2) - končí ukřižováním Ježíše
6. Dispenzace milosti (Skutky 2 – vytržení Církve) - skončí druhým příchodem Krista
7. Dispenzace království  - skončí po tisíci letech vzkříšením mrtvých a posledním soudem

### Začátek současné dispenzace – období Církve
Hlavní proud dispenzacionalismu (jako Scofield a Ironside) ztotožňuje Letnice ve Skutcích 2 jako začátek Církve odlišné od Izraele. Málo rozšířený pohled zastávají dispenzacionalisté hnutí milosti, kteří věří, že Církev začala později, především působením apoštola Pavla. Obhájci této pozice, jako Darby, identifikují počátek Církve s ukamenováním Štěpána popsaném ve Skutcích 7, se spasením Saula (Pavla) ve Skutcích 9, nebo s Pavlovou první misijní cestou ve Skutcích 13. Extrémní pozice, zastávaná E. W. Bullingerem a Charlesem H. Welchem, má za počátek Církve Skutky 28, kde apoštol Pavel citoval Izaiáše 6:9,10.

### Nauka o posledních věcech (eschatologie)
Zastánci učení o Boží správě věků očekávají doslovnou, tisíciletou vládu Ježíše Krista, která bude pokračovat věčným stavem „nového nebe a nové země“. Během doby této tisícileté vlády Krista bude hrát Izrael na zemi klíčovou roli.

### Vývoj dispenzacionalismu mezi teology

Historický vývoj dispenzacionalismu mezi teology